# Sfatul Clujului

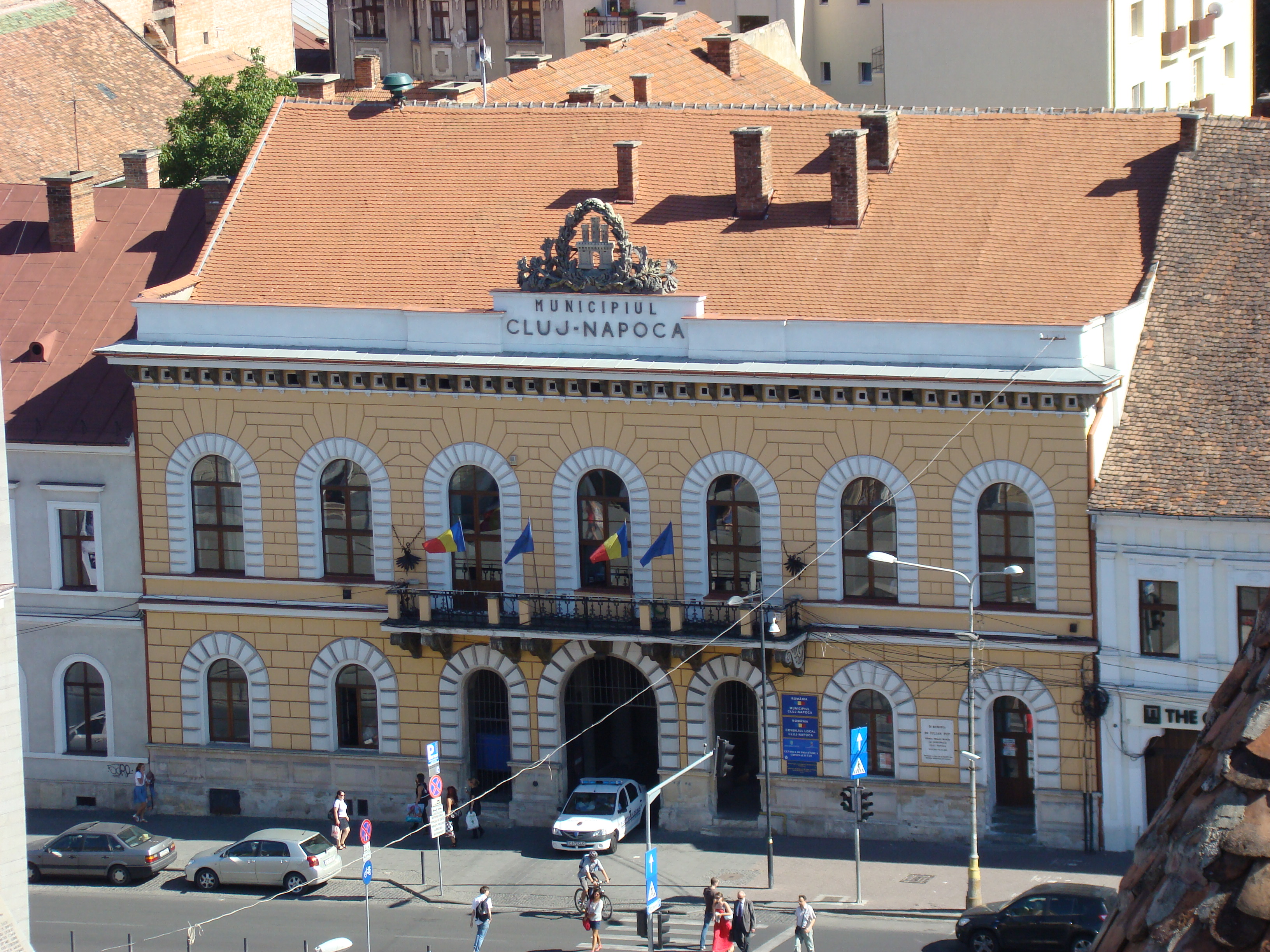
Primăria veche, ultima locație a întâlnirilor Sfatului

Sfatul Clujului sau Centumviratul Clujului (în germană Hundertmannschaft, în maghiară Százférfiak) a fost consiliul orașului Cluj, ales anual între anii 1458 și 1848 de cetățeni (în majoritate sași și maghiari). Consiliul era format dintr-o sută de bărbați (numiți centumviri), jumătate din nobilimea urbei și jumătate din meșterii breslelor. Împreună, aceștia alegeau magistratul șef și magistratura orașului, formată din 12 jurați. Întrunirile sfatului au avut loc în locații diverse, ultima fiind în clădirea cunoscută azi drept Primăria veche.

## Istorie

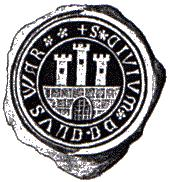
Sigiliul orașului liber regesc Cluj

Carta privilegiilor Clujului, declarat oraș liber regesc în anul 1405, asigura dreptul membrilor comunității de a-și alege magistratura orașului. În prima duminică după Anul Nou, comunitatea alegea doisprezece jurați care, împreună cu bătrânii și moșierii orașului, alegeau magistratul. Similar cu practica din alte orașe europene de la momentul respectiv, activitatea magistraturii era supravegheată de un consiliu orășenesc, compus din șaizeci de membri. Prin mărirea numărului de membri și sporirea atribuțiilor, din acest consiliu s-a dezvoltat ulterior instituția Centumviratului.
În secolul al XV-lea, datorită creșterii numărului de cetățeni maghiari ai orașului, s-au creat fricțiuni între aceștia și sașii care constituiseră majoritatea până atunci. În anul 1452 reprezentanții celor două comunități s-au adresat guvernatorului Transilvaniei, Ioan de Hunedoara, care a ordonat ca, până la decizia regelui, situația va rămâne neschimbată, dominația sașilor în Sfat continuând. Disputa s-a încheiat printr-un acord de împărțire a puterii, intrat în vigoare la 31 ianuarie 1458, încheiat cu ajutorul noului guvernator al Transilvaniei, Mihai Szilágyi. Cele două părți au fost de acord ca magistratul și jurații să fie aleși de un consiliu compus dintr-o sută de cetățeni reputați ai orașului, cincizeci maghiari și cincizeci sași. În funcția de magistrat trebuia să fie aleși maghiari și sași alternativ în fiecare an, iar cei doisprezece jurați trebuiau să fie împărțiți în mod egal între etnii. De asemenea, cele două comunități împărțeau în mod egal veniturile și activele orașului. Acordul a fost confirmat de regele Matia Corvin la 17 ianuarie 1468.
În anul 1568, în perioada reformelor religioase, a fost necesară o nouă intervenție a coroanei, la solicitarea maghiarilor catolici, împotriva sașilor protestanți, reprezentați de Gáspár Heltai. În urma acestei plângeri, Consiliul Regal al Ungariei a decis că ambele comunități au drepturi egale asupra utilizării Bisericii Sf. Mihail din Piața Mare și că preotul paroh sas Ferenc Dávid (Franz Hertel), trebuie urmat de un preot paroh maghiar. Compromisul dicta că Biserica Sf. Mihail va fi folosită alternativ de cele două comunități. Astfel, în anii în care magistratul orașului era maghiar, ungurii foloseau Biserica Mare, iar sașii o foloseau pe cea mică, iar anul următor invers.
Pe lângă noile reguli legate de împărțirea puterii între cele două comunități religioase, au fost implementate mai multe noi reguli ale administrației laice:
- Conducerea spitalului săracilor trebuia aleasă alternativ în fiecare an, dar săracii trebuiau să fie internați indiferent de etnie;
- În caz de război, cele două națiuni trebuiau să desfășoare același număr de trupe;
- Trebuiau făcute două chei pentru porțile castelului, dintre care una să fie în posesia sașilor, iar cealaltă a maghiarilor. Niciuna dintre părți nu avea voie să deschidă porțile cetății fără a o informa pe cealaltă;
- Colectarea și gestionarea veniturilor administrației urma să fie efectuată de către opt aleși: patru maghiari și patru sași.

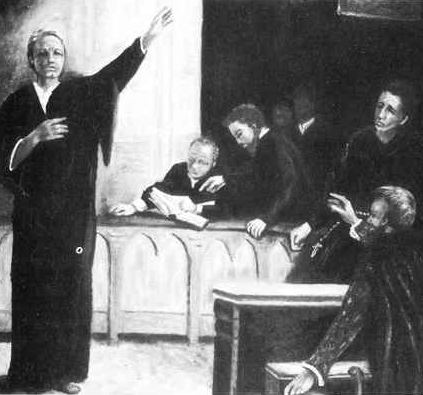
Francisc David (prim plan) și Gáspár Heltai (fundal, citind), membri ai Centumviratului Clujului în secolul al XVI-lea

Începând cu anul 1638, cetățenilor reformați li s-a acordat dreptul de a face parte din centumvirat, iar la fiecare patru ani magistratul era ales din această comunitate. În plus, orașul s-a angajat față de principele reformat al Transilvaniei, Gheorghe Rákóczi, să aleagă 25 dintre membrii adunării din comunitatea reformată în maximum patru ani. Din 1655 numărul consilierilor reformați a crescut la cincizeci. Astfel, componența sfatului a devenit: 25 de reformați maghiari, 25 reformați sași, 25 unitarieni maghiari și 25 unitarieni sași.
După ce Oradea a fost capturată de Imperiul Otoman la data de 28 august 1660, Clujul a devenit cetate de frontieră a principatului Transilvaniei, iar competența guvernării orașului a fost parțial preluată de administrația Comitatului Cluj. Prințul Mihai I de Apafi, alături de reprezentanții orașului, a încercat să introducă o reorganizare a administrației locale la întrunirea Dietei Transilvaniei de la Făgăraș din 1664. În locul sistemului civil de guvernare folosit până în momentul respectiv, a fost creată o autoritate mixtă militar-civilă, mai potrivită noului statut de fortăreață de frontieră. Alegerea magistratului (redenumit locotenent nobil) și a juraților trebuia să aibă loc la adunarea comitatului, în prezența nobilimii.
După revenirea Transilvaniei sub controlul Monarhiei Habsburgice, afacerile sale interne au fost reglementate de Diploma leopoldină din 1691, care favoriza romano-catolicii și reformații în defavoarea luteranilor și a unitarienilor. Clujul și-a recăpătat administrația civilă, dar administrația locală nu a mai fost capabilă să funcționeze cu eficiența din trecut.
Instituția Centumviratului a fost desființată în anul 1848, odată cu adoptarea Legilor din Aprilie, care au implementat reforma administrativă a orașelor regale libere.

## Atribuțiile Sfatului
Atribuția principală a Centumviratului era de a elabora ordonanțe municipale privind administrarea și organizarea orașului, cel mai vechi astfel de document încă în existență, fiind o cartă din anul 1537 inscripționată cu sigiliul orașului. Deciziile sfatului erau consemnate în procese verbale și erau puse în aplicare de cei 12 jurați din consiliul restrâns. Dacă magistratul încălca regulile stabilite de Sfat, magistratura orașului avea dreptul de a-l judeca în numele centenarilor și al cetățenilor. Conform deciziei Sfatului din 18 aprilie 1559, oficialii (magistratul, jurații, centumvirii) care încălcau ordonanțele orașului erau eliminați permanent din consiliu. Ordonanțele municipale reglementau industria, comerțul și prețurile bunurilor vândute în Cluj, ordinea internă și protecția externă a orașului, sau vestimentația permisă anumitor grupuri sociale. Consiliul avea un cuvânt de spus și în reglementarea activității religioase și de învățământ. De asemenea, acesta decidea modul în care se utilizau proprietățile orașului.
Dintre centumviri erau aleși oficialii administrației orașului: magistratul șef, magistratul regelui, magistrații, contabilii, conducerea spitalului, directorul poștei, responsabilii cu achiziții, colectorii de taxe, medicii etc.